# Eliteserien (pallavolo femminile)
L'Eliteserien è la massima serie del campionato norvegese di pallavolo femminile: al torneo partecipano nove squadre di club norvegesi e la squadra vincitrice si fregia del titolo di campione di Norvegia.

## Albo d'oro
| Anno                                                      | Podio            | Podio             | Podio            |
| Campione                                                  | Seconda          | Terza             |                  |
| --------------------------------------------------------- | ---------------- | ----------------- | ---------------- |
| Dal 1972 al 1990 la competizione è denominata 1. divisjon |                  |                   |                  |
| 1972-73 Dettagli                                          | NIHI Oslo        | St. Svithun VBK   | Kristiansand SI  |
| 1973-74 Dettagli                                          | BSI              | Ålesund VBK       | NIHI Oslo        |
| 1974-75 Dettagli                                          | Kristiansand SI  | BSI               | Sandnes VBK      |
| 1975-76 Dettagli                                          | Ålesund VBK      | NIHI Oslo         | BSI              |
| 1976-77 Dettagli                                          | Kristiansand SI  | BSI               | Ålesund VBK      |
| 1977-78 Dettagli                                          | NIHI Oslo        | Kristiansand SI   | BSI              |
| 1978-79 Dettagli                                          | BSI              | Kristiansand SI   | St. Svithun VBK  |
| 1979-80 Dettagli                                          | BSI              | Kristiansand SI   | Sandnes VBK      |
| 1980-81 Dettagli                                          | BSI              | NIHI Oslo         | Ålesund VBK      |
| 1981-82 Dettagli                                          | BSI              | Tambarskjelvar IL | Oslo             |
| 1982-83 Dettagli                                          | BSI              | Oslo              | Sortland         |
| 1983-84 Dettagli                                          | Sortland         | Oslo              | Bergkameratene   |
| 1984-85 Dettagli                                          | Bergkameratene   | KFUM Oslo         | BSI              |
| 1985-86 Dettagli                                          | KFUM Oslo        | Bergkameratene    | BSI              |
| 1986-87 Dettagli                                          | BSI              | Bergkameratene    | -                |
| 1987-88 Dettagli                                          | KFUM Oslo        | Bergkameratene    | -                |
| 1988-89 Dettagli                                          | Bergkameratene   | KFUM Oslo         | -                |
| 1989-90 Dettagli                                          | Sandnes VBK      | Harstad VBK       | -                |
| Dal 1990 la competizione è denominata Eliteserien         |                  |                   |                  |
| 1990-91 Dettagli                                          | Koll             | BSI               | -                |
| 1991-92 Dettagli                                          | Sandnes VBK      | BSI               | -                |
| 1992-93 Dettagli                                          | Koll             | Sandnes VBK       | Blindheim        |
| 1993-94 Dettagli                                          | Koll             | Klepp VBK         | Harstad VBK      |
| 1994-95 Dettagli                                          | Koll             | Fyllingen VBK     | Klepp VBK        |
| 1995-96 Dettagli                                          | Klepp VBK        | Koll              | Harstad VBK      |
| 1996-97 Dettagli                                          | Klepp VBK        | Koll              | Fyllingen VBK    |
| 1997-98 Dettagli                                          | Klepp VBK        | KFUM Oslo         | Aukra VBK        |
| 1998-99 Dettagli                                          | Klepp VBK        | Koll              | KFUM Oslo        |
| 1999-00 Dettagli                                          | Koll             | Klepp VBK         | Oslo             |
| 2000-01 Dettagli                                          | Koll             | Klepp VBK         | Aukra VBK        |
| 2001-02 Dettagli                                          | Klepp VBK        | NTNUI Gløshaugen  | Koll             |
| 2002-03 Dettagli                                          | Koll             | NTNUI Gløshaugen  | KFUM Stavanger   |
| 2003-04 Dettagli                                          | Koll             | Tromsø            | NTNUI Gløshaugen |
| 2004-05 Dettagli                                          | Koll             | NTNUI Gløshaugen  | Oslo             |
| 2005-06 Dettagli                                          | Koll             | Oslo              | BSI              |
| 2006-07 Dettagli                                          | Koll             | Oslo              | BSI              |
| 2007-08 Dettagli                                          | Koll             | Oslo              | BSI              |
| 2008-09 Dettagli                                          | Koll             | Oslo              | BSI              |
| 2009-10 Dettagli                                          | UiS Stavanger    | Koll              | BSI              |
| 2010-11 Dettagli                                          | UiS Stavanger    | Oslo              | Koll             |
| 2011-12 Dettagli                                          | Stod             | Oslo              | BSI              |
| 2012-13 Dettagli                                          | Oslo             | Stod              | BSI              |
| 2013-14 Dettagli                                          | Stod             | Oslo              | Førde            |
| 2014-15 Dettagli                                          | Stod             | Oslo              | Sortland         |
| 2015-16 Dettagli                                          | Randaberg        | Oslo              | ToppVolley Norge |
| 2016-17 Dettagli                                          | Randaberg        | Oslo              | ToppVolley Norge |
| 2017-18 Dettagli                                          | Førde            | ToppVolley Norge  | Oslo             |
| 2018-19 Dettagli                                          | ToppVolley Norge | Førde             | Oslo             |
| 2019-20 Dettagli                                          | Koll             | Randaberg         | Tromsø           |
| 2020-21 Dettagli                                          | Non assegnato    | Non assegnato     | Non assegnato    |
| 2021-22 Dettagli                                          | Tromsø           | Randaberg         | Koll             |
| 2022-23 Dettagli                                          | Randaberg        | Koll              | Viking           |

## Palmarès
| Squadra          | Titolo | Stagione |
| ---------------- | ------ | --- |
| Koll             | 14     | 1990-91, 1992-93, 1993-94, 1994-95, 1999-00, 2000-01, 2002-03, 2003-04, 2004-05, 2005-06, 2006-07, 2007-08, 2008-09, 2019-20 |
| BSI              | 7      | 1973-74, 1978-79, 1979-80, 1980-81, 1981-82, 1982-83, 1986-87                                                                |
| Klepp VBK        | 5      | 1995-96, 1996-97, 1997-98, 1998-99, 2001-02                                                                                  |
| Stod             | 3      | 2011-12, 2013-14, 2014-15 |
| Randaberg        | 3      | 2015-16, 2016-17, 2022-23 |
| NIHI Oslo        | 2      | 1972-73, 1977-78 |
| Kristiansand SI  | 2      | 1974-75, 1976-77 |
| Bergkameratene   | 2      | 1984-85, 1988-89 |
| KFUM Oslo        | 2      | 1985-86, 1987-88 |
| Sandnes VBK      | 2      | 1989-90, 1991-92 |
| UiS Stavanger    | 2      | 2009-10, 2010-11 |
| Ålesund VBK      | 1      | 1975-76 |
| Sortland         | 1      | 1983-84 |
| Oslo             | 1      | 2012-13 |
| Førde            | 1      | 2017-18 |
| ToppVolley Norge | 1      | 2018-19 |
| Tromsø           | 1      | 2021-22 |